# Nicrophorus insularis
Nicrophorus insularis är en skalbaggsart som beskrevs av Antoine Henri Grouvelle 1893. Nicrophorus insularis ingår i släktet Nicrophorus och familjen asbaggar. Inga underarter finns listade i Catalogue of Life.